# Wilhelm Marschall
Wilhelm Marschall (Augsburg, 30 september 1886 - Mölln, 20 maart 1976) was een Duitse admiraal-generaal bij de Kriegsmarine tijdens de Tweede Wereldoorlog.

## Carrière
Wilhelm Marschall werd in 1886 geboren in Augsburg, in het toenmalige Koninkrijk Beieren. In 1906 ging hij bij de Kaiserliche Marine als Seekadett (cadet). Tijdens de Eerste Wereldoorlog diende hij als Wachoffizier (wachtofficier) op de SMS Kronprinz. In 1916 werd hij opgeleid als U-bootcommandant en was kapitein-ter-zee op de UC 74 van 26 november 1916 tot 6 december 1917 en de UB 105 van 14 januari 1918 tot 9 september 1918, tot aan het einde van de Eerste Wereldoorlog.
Terwijl hij nog bij de Reichsmarine was, diende Marschall vooral als Vermessungsoffizier (landmetingsofficier) maar ook op verschillende andere posten. Eind 1934 werd hij commandant van het pantserschip Admiral Scheer. Hij kwam in 1936 als Konteradmiral (schout-bij-nacht) bij het Oberkommando der Kriegsmarine en hij kreeg de leiding van operaties van de divisie. Tijdens de Spaanse Burgeroorlog had Marschall het bevel over de Duitse zeemacht ter bewaking van de Spaanse kust. Hij werd in 1939 bevorderd tot admiraal en Flottenchef (vlootcommandant).
In de zomer van 1940 werd admiraal Marschall voor een periode van twee jaar benoemd tot inspecteur van de marineopleiding. Gedurende deze tijd had hij vaak de functie van commandant-admiraal. In 1942 werd Marschall benoemd tot commandant-admiraal van het bezette Frankrijk en verving Alfred Saalwächter als gezagvoerder van Marinegruppenkommando-West. Op 1 februari 1943 werd hij bevorderd tot Generaladmiral, maar werd echter vervangen door commandant Theodor Krancke en later in dat voorjaar werd Generaladmiral Marschall aan de kant geschoven. Hij had richtlijnen van Großadmiral Erich Raeder in de wind geslagen.
Tijdens de rest van de oorlog werd Marschall opnieuw twee keer bevelhebber, één keer als Sonderbevollmächtigter (speciaal agent) voor de Donau, en eenmaal als commandant van de Marineoberkommando-West, kort voordat de oorlog beëindigd werd. Van 1945 tot 1947 werd hij krijgsgevangen gehouden door de geallieerden.
Wilhelm Marschall stierf op 89-jarige leeftijd in Mölln, Sleeswijk-Holstein, gelegen in het district Herzogtum Lauenburg, Noord-Duitsland, op 20 maart 1976.

## Militaire loopbaan
- Seekadett: 1 april 1906[4]
- Fähnrich zur See: 6 april 1907[2][4]
- Leutnant zur See: 30 september 1909[2][3][4][4]
- Oberleutnant zur See: 19 september 1912[2][3]
- Kapitänleutnant: 13 januari 1917[2][3]
- Korvettenkapitän: 1 augustus 1925[2][3][4]
- Fregattenkapitän: 1 oktober 1930[2][3][4]
- Kapitän zur See: 1 oktober 1932[2][3][4]
- Konteradmiral: 1 oktober 1936[2][3][4]
- Vizeadmiral: 1 november 1938[2][3][4]
- Admiral: 1 december 1939[2][3][4]
- Generaladmiral: 1 februari 1943[2][3][4]

## Decoraties
- Pour le Mérite op 4 juli 1918 als Kapitänleutnant en Commandant van de UB-105[5][6][3]
- Duitse Kruis in goud op 23 maart 1942[6][3][4]
- IJzeren Klasse 1914, 1e Klasse[3][6] en 2e Klasse[3][6]
- Ridderkruis in de Huisorde van Hohenzollern met Zwaarden
- Herhalingsgesp bij IJzeren Kruis 1939, 1e Klasse[3][6] en 2e Klasse[3][6]
- Orde van Militaire Verdienste (Beieren), 4e Klasse met Zwaarden[6]
- Orde van de IJzeren Kroon (Oostenrijk), 3e Klasse met Oorlogsdecoratie
- Kruis voor Militaire Verdienste (Oostenrijk-Hongarije), 3e Klasse met Oorlogsdecoratie
- Onderzeebootoorlogsinsigne 1918[6]
- Medaille van de Orde van de Eer in zilver met sabel[6]
- Liakat-Medaille in zilver met sabel[6]
- IJzeren Halve Maan[6]
- Erekruis voor Frontstrijders in de Wereldoorlog[6]
- Dienstonderscheiding van Leger en Marine (Duitsland) voor (25 dienstjaren)[6]